# Akrostichon

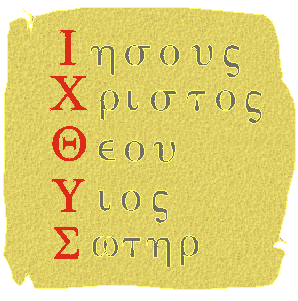
Akrostichon
Iēsoûs Christòs Theoû Yiòs Sōtér
(Jesus Christus Gottes Sohn Erlöser):
I Ch Th Y S
(ἰχθύς ‚ichthýs‘ – Fisch)

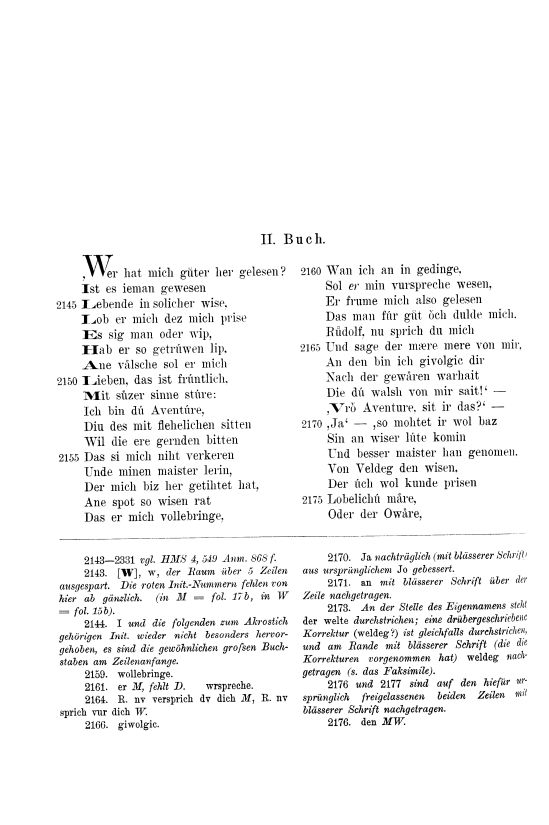
Willehalm-Akrostichon nach Rudolf von Ems

Ein Akrostichon (von altgriechisch ἄκρος ákros, ‚Spitze‘, und στίχος stíchos ‚Vers‘, ‚Zeile‘) ist ein Gedicht (meist in Versform), bei dem die Anfänge von Wort- oder Versfolgen (Buchstaben bei Wortfolgen oder Wörter bei Versfolgen, auch Anfangssilben) hintereinander gelesen einen eigenen Sinn, beispielsweise einen Namen oder einen Satz, ergeben. Die deutsche Bezeichnung für diese literarische Form ist Leistenvers oder Leistengedicht.
Akrosticha gehören sowohl zur Kategorie der Steganographie als auch zu den rhetorischen Figuren. Sie sind abzugrenzen gegen reine Abkürzungen beziehungsweise Aneinanderreihungen von Wörtern, also beispielsweise Akronyme wie INRI.
In der jüdischen Literatur sind Akrosticha weit verbreitet, angefangen mit der hebräischen Bibel. Die Klagelieder Jeremias haben bis auf Kapitel 5 einen akrostischen Aufbau. In einigen Psalmen folgen die jeweils ersten Buchstaben von 22 Versen der Reihe der 22 Buchstaben des hebräischen Alphabetes (Psalmen 9 und 10, 25, 34, 37, 111, 112, 119 und 145). In späterer rabbinischer Literatur deuten die Anfangsbuchstaben von Werken oder Liedstrophen jeweils auf den Verfasser hin. Dies ist zum Beispiel der Fall bei der Sabbathymne Lecha Dodi, bei der die Anfangsbuchstaben der ersten acht Strophen den Namen Schlomo ha-Levi ergeben und auf den Autor Schlomo Alkabez hinweisen.
Auch das frühchristliche Symbol des Ichtys lässt, je nach Schreibweise, eine Auslegung als Akrostichon zu.
Das Akrostichon war in antiker, mittelalterlicher und barocker Dichtung beliebt, so zum Beispiel bei Otfrid von Weißenburg (um 800–870) oder Martin Opitz (1597–1639). Paul Gerhardts Lied Befiehl du deine Wege ist ein Akrostichon aus Psalm 37,5. In dem Werk diu crône von Heinrich von dem Türlin findet sich der Name des Dichters als Akrostichon. Ein Beispiel aus moderner Zeit ist „Lust = Leben unter Strom“ von Elfriede Hablé (1934–2015). Joachim Ringelnatz (1883–1934) beteiligte sich unter dem Namen Erwin Christian Stolze mit einem Akrostichon an der Ausschreibung zu einer olympischen Hymne. Die Anfangsbuchstaben ergaben seinen vollständigen Namen. In Vladimir Nabokovs Erzählung Die Schwestern Vane(1951/1959) senden die titelgebenden Schwestern dem Ich-Erzähler aus dem Jenseits eine akrostichische Botschaft, die er aber nicht versteht. Klaas Huizing (* 1958) präsentierte als „Prophezeihung“ ein, wie er es nannte, „chiffriertes Akrostikon“ auf das Jahr Neunzehnhunderteinundneunzig.
Akrosticha begegnet man auch als Eselsbrücken für wissenschaftliche oder alltägliche Zusammenhänge. Ein Sonderfall ist der Abecedarius, bei dem die Anfangsbuchstaben das Alphabet bilden.
Ein Gedicht, bei dem die Endbuchstaben ein Wort oder einen Satz ergeben, ist ein Telestichon, trifft das für die mittleren Buchstaben zu, handelt es sich um ein Mesostichon. Ein Akroteleuton ist ein mehrfaches Akrostichon oder eine Kombination aus Akrostichon und Telestichon.